# William Henry Lambton
William Henry Lambton (1764-1797) est un député britannique qui représente la ville de Durham à la Chambre des communes.

## Biographie

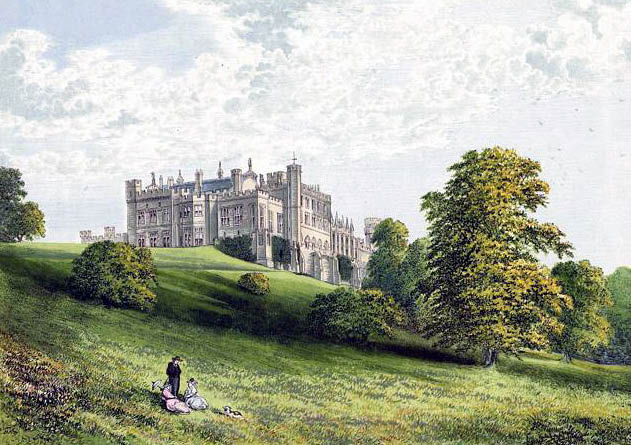
Lambton Castle à la fin du 19e siècle

Il est le fils du major-général John Lambton, qui l'a précédé en tant que député de Durham et le frère de Ralph John Lambton, également député de Durham. Il fait ses études à Wandsworth (1773-1788), au Collège d'Eton (1778-1782) et au Trinity College de Cambridge en 1782. 
Il est franc-maçon et, en 1788, il est installé en tant que premier grand maître provincial de Durham. L'organiste de la cathédrale de Durham, Thomas Ebdon, a composé une marche pour l'occasion . 
En 1794, il hérite des propriétés de son père et confie à l'architecte italien Joseph Bonomi l'Ancien (1739-1808) la construction d'une nouvelle maison de style néo-classique sur le site de Harraton Hall, au nord de la rivière Wear. La nouvelle maison s'appellerait Lambton Hall et le Lambton Hall d'origine du côté sud de la rivière démoli. Cependant, la maladie l'empêchera de voir le chantier terminé. 
Il meurt de Tuberculose le 30 novembre 1797 et est enterré dans l'Ancien cimetière anglais de Livourne. En 1791, il épouse Anne Barbara Frances Villiers, fille de George Villiers (4e comte de Jersey). Leur fils aîné, John George Lambton hérite à l'âge de 5 ans et est ensuite nommé comte de Durham ,. Il finalisera la construction de Lambton Hall, dont la portée est maintenant étendue et renommée Lambton Castle. 